# Майнир, Тим
Ти́моти П. Майни́р (англ. Timothy P. Minear; род. 29 октября 1963, Нью-Йорк) — американский сценарист и режиссёр. Он был номинирован на четыре премии «Эмми» (2013, 2014, 2015, 2017) как исполнительный продюсер сериала «Американская история ужасов» и «Вражда».

## Жизнь и карьера
Тим Майнир родился 29 октября 1963 года в Нью-Йорке, вырос в Уиттьере (Калифорния). Обучался киноискусству в Калифорнийском университете в Лонг-Биче.
Майнир служил в качестве помощника режиссёра фильма «Взвод» и написал сценарии к эпизодам нескольких телесериалов, включая «Секретные материалы», «Зорро» и «Лоис и Кларк». Он позже был сценаристом, исполнительным продюсером и режиссёром эпизодов сериалов «Странный мир», «Ангел», «Светлячок», «Чудопад» и «Особый отдел» (который он создал вместе с Говардом Гордоном).
Ещё один сериал Майнира — «Гонка» — вышел в эфир на канале Fox в апреле 2007 года, однако после четырёх эпизодов сеть его отменила.
Сериал должен был вернуться с двумя дополнительными эпизодами 4 июля 2007 года, но они были перенесены на 13 июля, а затем и вовсе отменены.
Майнир часто работает с Джоссом Уидоном, и его работу, как правило, отличает резкий, чёрный юмор и способность создавать персонажи, вызывающие сочувствие и понимание, но морально неоднозначны.
В 2004 году Тим Майнир объявил, что его наняли написать сценарий по книге «Луна — суровая хозяйка».
В 2006 году Майнир закончил сценарий, который скупали различные режиссёры.

## Работы
- Лоис и Кларк: Новые приключения Супермена / Lois and Clark: The New Adventures of Superman
  - 4x05 «Напористый юнец» (сценарист)
  - 4x11 «За день до Рождества» (сценарист)
  - 4x14 «Знакомьтесь, неизвестный» (сценарист)
  - 4x20 «Загляни в мои глаза» (сценарист)
- Секретные материалы / The X-Files
  - 5x08 «Кицунегари» (сосценарист)
  - 5x16 «Око разума» (сценарист)
- Странный мир / Strange World
  - 1x02 «Колыбельная» (сценарист)
  - 1x04 «Падение духа» (сосценарист)
- Ангел / Angel
  - 1x05 «Чувства и чувствительность» (сценарист)
  - 1x09 «Герой» (сосценарист)
  - 1x11 «Сомнамбулист» (сценарист)
  - 1x15 «Расточительность» (сценарист)
  - 1x19 «Убежище» (сосценарист)
  - 2x02 «Кто ты есть, и кем ты был» (сценарист)
  - 2x07 «Дарла» (сценарист/режиссёр)
  - 2x09 «Испытание» (сосценарист)
  - 2x10 «Воссоединение» (сосценарист)
  - 2x15 «Реванш» (сценарист)
  - 2x16 «Прозрение» (сценарист)
  - 2x21 «По ту сторону зеркала» (сценарист/режиссёр)
  - 3x03 «Моя старая банда» (сценарист)
  - 3x06 «Билли» (сосценарист)
  - 3x09 «Колыбельная» (сценарист/режиссёр)
  - 3x14 «Куплет» (сосценарист/режиссёр)
  - 3x20 «Новый мир» (режиссёр)
  - 3x21 «Благословение» (сценарист/режиссёр)
  - 4x22 «Дом» (сценарист/режиссёр)
- Светлячок / Firefly
  - 1x02 «Ограбление поезда» (сосценарист)
  - 1x03 «Западня» (сценарист/режиссёр)
  - 1x08 «Нехватка воздуха» (сценарист)
  - 1x12 «Послание» (сосценарист/режиссёр)
- Чудопад / Wonderfalls
  - 1x02 «Karma Chameleon» (сценарист)
  - 1x07 «Barrel Bear» (не вышел) (сосценарист)
- Особый отдел / The Inside
  - 1x01 «Новенькая» (телесценарий и сюжет/режиссёр)
  - 1x06 «Похититель сердец» (сосценарист)
  - 1x10 «Маленькая пропавшая девочка» (не вышел в США) (сосценарист)
  - 1x13 «Кожа и кости» (не вышел) (сюжет)
- Гонка / Drive
  - 1x00 «Unaired Pilot» (сосценарист)
  - 1x01 «The Starting Line» (сосценарист)
  - 1x02 «Partners» (сосценарист)
- Кукольный дом / Dollhouse
  - 1x05 «Искренняя вера» (сценарист)
  - 1x12 «Омега» (сценарист/режиссёр)
  - 2x03 «Моя прелесть» (сценарист)
  - 2x11 «Доходное дело» (сценарист/режиссёр)
- Терьеры / Terriers
  - 1x11 «Sins of the Past» (сценарист)
- Власть закона / The Chicago Code
  - 1x04 «Cabrini-Green» (сосценарист)
- Американская история ужасов / American Horror Story
  - 1x05 «Хэллоуин (Часть 2)» (сценарист)
  - 1x11 «Рождение» (сценарист)
  - 2x01 «Добро пожаловать в Брайрклифф» (сценарист)
  - 2x07 «Тёмный кузен» (сценарист)
  - 2x13 «Конец безумия» (сценарист)
  - 3x02 «Части мальчиков» (сценарист)
  - 3x09 «Голова» (сценарист)
  - 4x02 «Убийства и представления» (сценарист)
  - 5x02 «Желоба и лестницы» (сценарист)
  - 6x02 «Вторая глава» (сценарист)
  - 6x09 «Девятая глава» (сценарист)
  - 7x02 «Не бойся темноты» (сценарист)
- Вражда: Бетт и Джоан / Feud: Bette and Joan
  - 1x02 «Другая женщина» (сосценарист)
  - 1x03 «Дорогая мамочка» (сценарист)
  - 1x04 «Более или менее» (сосценарист)
  - 1x06 «Геронтологический триллер» (сосценарист, режиссёр)